# Apogon diversus
 Apogon diversus és una espècie de peix de la família dels apogònids i de l'ordre dels perciformes.

## Morfologia
Les femelles poden assolir els 7,8 cm de longitud total.

## Distribució geogràfica
Es troba a les Filipines.